# Rock finlandais
Le rock finlandais désigne le rock interprété par des groupes et artistes finlandais.

## Histoire

### Débuts
Jusque dans les années 1970, le rock finlandais était largement dominé par les influences étrangères. Le rock finlandais avait commencé à la fin des années 1950, comme dans la plupart des pays européens mais la grande majorité des chansons de cette époque n'étaient que des traductions et des adaptations de succès américains.
Les plus grands hits internationaux de langue anglaise étaient traduits en finnois et ces nouvelles versions devenaient souvent à leur tour des succès en Finlande, sans dépasser toutefois les frontières du pays. À cette période, les artistes locaux ne se contentaient pas d'adapter uniquement des standards du rock mais toutes les musiques qu'ils aimaient, dont le tango par exemple.
Parmi les premiers artistes qui écrivirent des textes originaux directement en finnois, citons Pekka Streng, Dave Lindholm, Hector et Juice Leskinen. Les deux derniers noms sont particulièrement importants dans la mesure où leur influence est grande et peut encore être ressentie. Le courant musical rock propre à la Finlande coïncide avec l'apparition du rock progressif. La Finlande a alors vu apparaître des groupes particulièrement ambitieux, dont les plus importants étaient Tasavallan Presidentti et Wigwam. L'ancien bassiste de Wigwam, Pekka Pohjola a par la suite exercé une carrière solo respectable et est apparu dans le groupe de Mike Oldfield.

### Genre musical propre
La plupart des grands mouvements de la scène rock internationale ont trouvé un écho dans le rock finlandais. Ainsi la Finlande a développé des scènes punk, rock progressif, heavy metal, speed metal, rap, entre autres. Mais les variantes finlandaises de chacune de ces tendances ont été adaptées aux goûts musicaux locaux, le résultat pouvant paraître exotique pour des personnes extérieures au pays et non-initiées. Certes, Hector a été influencé par David Bowie et Juice Leskinen par les Beatles, mais les influences de la littérature finlandaise, de la mélancolie slave ou des titres de variétés locaux sont de loin les plus importantes.
La « touche finlandaise » est particulièrement visible chez un groupe comme Hurriganes, formation des années 1970 largement influencée par le rock américain de cette période. Hurriganes a été un groupe très populaire en Finlande qui, par le biais de la télévision, a réussi à se faire connaître en Suède et dans le reste de l'Europe. Pourtant, il n'y a aucun doute que le groupe soit typiquement finlandais pour au moins deux raisons : d'abord le nom du groupe a été mal orthographié et résulte d'une mauvaise traduction anglaise, ensuite les textes étaient indéchiffrables pour la simple raison qu'ils résultaient d'une traduction approximative de l'anglais. Pour ses raisons, on pourrait considérer que le groupe a été un précurseur d'un mouvement dadaïste du rock.
L'arrivée du mouvement punk à la fin des années 1970 permet l'éclosion de deux groupes punk finlandais d'importance, Eppu Normaali et Hassisen Kone. Mais aucun de ces groupes ne s'est définitivement attaché à respecter scrupuleusement les idéaux et les préceptes du punk anglais. Depuis, Eppu Normaali est devenu une véritable institution en Finlande et Hassisen Kone a permis de faire connaître aux finnois Ismo Alanko, un des plus imaginatifs auteurs compositeurs du pays. Hassisen Kone fait uniquement trois albums avant que ses membres se séparent en 1982. Par la suite, Ismo Alanko forme Sielun Veljet, un groupe jouant dans un registre totalement différent. Cherchant des succès d'estime et commerciaux pendant des années, le groupe se place au sommet des charts jusqu'en 1985, et a finalement fini par se dissoudre au début des années 1990. C'est à ce moment-là que Ismo Alanko, icône rock en Finlande, commence sa carrière solo.

### Internationalisation
Lorsqu'on évoque la musique rock finlandaise des années 1980, un groupe vient en tête : Hanoi Rocks. Alors que débute vraiment l'internationalisation de la musique finnoise, ce groupe apparaît bien plus crédible à ce niveau que Hurriganes. Cette formation glam connut la notoriété à l'étranger (un des albums a été produit par Bob Erzin, futur producteur, entre autres, de Metallica) bien qu'on ne puisse pas affirmer que le groupe ait été spécialement géré de manière à faire une percée.
En 1984, le batteur de Hanoi Rocks, Nicholas Razzle Dingley, meurt dans un accident de voiture et peu après le groupe disparaît. Guns N' Roses et Manic Street Preachers citeront Hanoi Rocks parmi leurs influences. Du groupe ne resteront qu'Andy McCoy, le compositeur principal et Michael Monroe, le chanteur, à travers des carrières solos, dont le degré de réussite artistique et commerciale variera.
Hanoi Rocks était exceptionnel dans le sens où ils atteignirent la notoriété aussi bien en Finlande qu'à l'étranger. Par comparaison, les principales formations finlandaises des années 1980 ayant connu du succès à l'étranger (Smack, Havana Black, Nights of Iguana et Gringos Locos), n'ont pas rencontré une notoriété aussi importante à l'extérieur de leur propre pays que celle qu'a connu Hanoi Rocks. Et a contrario, les artistes qui vendaient le plus de disques en Finlande, Eppu Normaali, J. Karjalainen ou Juice Leskinen, ne réussirent pas à percer ou intéresser le public en dehors des frontières nationales. Parmi les exceptions, Sielun Veljet qui fit des concerts en Europe, sous un autre nom ; L'Amourder, et encore il ne faut pas surestimer ce succès marginal et peu représentatif.
Le plus grand phénomène rock finlandais est né au milieu des années 1980 et s'appelait Dingo. Le groupe fusionna la mélancolie finlandaise avec des rythmes pop entraînants et battit tous les records de ventes. Cette réussite spectaculaire ne dura que deux ans environ et Dingo se sépara en octobre 1986. Le groupe se reforme finalement en 1998 et rejoue ses titres occasionnellement. La compilation qu'ils sortirent obtient le même succès important auprès des jeunes générations que de leurs aînés. À la fin des années 1990, le speed metal a le vent en poupe ce qui profitera au groupe finlandais Stone, qui en outre fera des concerts aux États-Unis.

### Reconnaissance internationale
Les années 1990 deviennent une période instable où les modes musicales apparaissent et disparaissent. Des groupes sortent du lot tels que CMX, YUP, Kolmas Nainen et Neljä Ruusua. Ce dernier chante aussi en anglais sous le nom de 4R, sans cependant obtenir de reconnaissance internationale.
Le hard rock et surtout le metal finlandais, en revanche, connurent un succès immense, surtout en Europe mais aussi au Japon et aux États-Unis. Lancé au milieu des années 1980 par des groupes comme Tarot, Stone et surtout Stratovarius, ce type de musique (notamment dans les domaines du metal symphonique et du speed metal mélodique) a explosé dans le pays, et la scène finlandaise est mondialement reconnue comme innovante et est devenu un espoir de l'avenir, grâce aussi à des groupes plus jeunes, en particulier Children of Bodom, Lordi, Nightwish ou encore Sonata Arctica.
La Finlande commença à gagner la réputation d'être un pays capable de produire des artistes peu orthodoxes et décalés. Il en est ainsi d'Eläkeläiset, groupe farfelu et irrévérent particulièrement populaire en Allemagne ou des Leningrad Cowboys qui jouèrent dans deux longs métrages d'Aki Kaurismäki et aux côtés des chœurs de l'armée rouge. L'inhabituel bien qu'intéressant groupe pop 22-Pistepirkko a également eu du succès en Europe.
Durant les années 1990, de nombreux groupes locaux continuaient à maintenir leur position déjà stable. Eppu Normaali vendait son millionième album, J. Karjalainen devenait connu de tous et Leevi and the Leavings (célèbre pour n'avoir jamais joué en concert) vend un nombre impressionnant de disque. Les rêves de l'industrie musicale finlandaise devinrent réalité à partir de l'année 2000. En effet, le groupe de metal HIM gagne les premières places des charts allemands, puis partout en Europe, avec l'album Razorblade Romance.
Des groupes ou artistes avec une résonance plus dance réussirent à grimper dans les toutes premières places des charts du monde entier. Bomfunk MC's, groupe électro/rap, devient ainsi en 2000, le plus gros vendeur de disques en Europe grâce au disque In Stereo, lui-même propulsé à ce rang grâce au titre Freestyler qui sera un succès particulièrement au Danemark et en Allemagne, mais aussi en Irlande où il sera classé numéro 1 des charts et au Royaume-Uni où il sera classé en seconde position. L'artiste de trance Darude va également atteindre les premières places de plusieurs classements dans le monde grâce au titre Sandstorm. Une personne relie ces deux derniers groupes, le producteur finlandais Jaakko Salovaara, qui sortira sa propre musique sous le pseudonyme de JS16.